# GDH 559
GDH 559 株式会社（タイ語: บริษัท จีดีเอช ห้าห้าเก้า จำกัด、英語: GDH 559 Company Limited、略称: GDH）は、タイの映画事業会社。2015年12月14日設立。GTHの後継企業である。

## 沿革

### 2015年 - 2016年: GDH社の誕生
GDHはGMMグラミーとハブホーヒンの合弁で作られた会社であり、GMMタイハブ (GTH) が解散した後の後継企業として2015年12月14日に設立された。資本金は15億バーツである。2015年12月22日には会社名と株主の記者会見があり、51%をGMMグラミーが、15%をハブホーヒンが持つという割合はGTHのそれと同一であり、タイ・エンターテインメントが持っていた分にあたる34%の株式については、57の会社等が所有することになるという説明がされた。
ジラ・マリクンはGDHという名称はGross Domestic Happinessを略したもので、観客と従業員の幸福を最大化するもの、という説明を加えた。559については会社の開設日、仏暦2559年1月5日と、株主の総数59名を示しているとした。本社についてはハブホーヒン社とかつてGTH社があったところと同一の住所ではあるが、隣接部分を拡張可能とした。社のシンボルロゴが出来るまでは会社名はGDH559を使用していたが、公式ロゴが出来た際に社名をGDHとした。
開業後、GDHは4つのドラマ制作を発表した。1つは Diary Tootsiesで、GMM25にて2016年1月23日から放送された。また1つは、I See You The Seriesで、GMM25で2016年5月7日から放送された。3つめの作品 แก๊สโซฮัก รักเต็มถังは動画アプリLINE TVで2016年2月6日から配信開始されたが、もう1つ、 มาลี เพื่อนรัก...พลังพิสดาร 2についてはまだ放送されていない。映画については2つの制作が発表された。一つはバンジョン・ピサヤタナクーン 監督の恋愛-ドラマ映画である"一日だけの恋人(One Day)"であり、2016年8月5日にエムクォーティエのクォーティエシネアートで記者会見を行い、マスメディア向け公開は2016年8月29日にサイアムパラゴンのパラゴンシネプレックスで行った。公開初日(9月1日)の収入は8.28百万バーツで、公開3週で110.91百万バーツと興行収入1位を獲得した。さらに同映画はStarpics Awordで最優秀賞を受賞するなど様々な賞を受賞した。もう一つの映画は10代を主人公にしたスリラー映画で、パークプム・ウォンプム監督作品とされた。
GDHはシンハーコーポレーションと共に、映画"ギフト"を制作した。プミポン国王(当時)作曲の歌に発想を得た作品で、3つの異なるカップルを描いたオムニバス作品である。この映画は11月29日にメディア向け公開され、公式には12月1日から公開された。さらに、GMMグラミーのTVチャンネルで12月31日に、ウェブサイトおよび動画アプリLINE TVで翌1月1日に配信された。これら放送および配信は映画公開中に行われている。この映画の制作はプミポン国王の崩御がきっかけではなく、撮影中にそれが起きてしまった。結局映画は予定通りの12月に公開された。

### 2017年: The PromiseとタイNo.1映画 "バッド・ジーニアス"
2017年には、GDHはまず映画 "バッド・ジーニアス 危険な天才たち"を、ジラ・マリクンがプロデュースして制作すると発表した。監督はナタウット・プーンピリヤで、監督自身が新しい映画のために実話を基にしたアイデアを用いた内容であり、カンニングで金を稼ぐ高校生グループの物語である。
"バッドジーニアス"は好意的に受け止められた。海外公開の収入は"マッハ!!!!!!!"の持っていた記録を抜いてタイ映画史上1位となり、さらに2004年の"マッハ"の583百万バーツと"シャッター"の145百万バーツを合わせたよりも売り上げている。さらに、タイのアカデミー賞とも呼ばれるスパンナホン賞で15部門に16ノミネートされ、12部門で最優秀賞を獲得した。
いっぽう、2本目の映画としてホラー映画 "The Promise"が9月に公開され、初週興行収入は史上3位を獲得し、1ヶ月以上公開され、最終的に34.7百万バーツの興行収入となった。

### 2018年: "Brother of the year" "Homestay"そしてドキュメンタリー映画
2018年には、GDHは4本の映画をリリースした。子会社であるジョー・クワン・フィルムが製作したのはうち2本で、5月10日に公開された"ブラザー・オブ・ザ・イヤー" (ウィッタヤー・トーンユーヨン監督)と、10代を主人公にしたファンタジースリラー映画、"ホームステイ ボクと僕の100日間"(パークプム・ウォンプム監督)である。"ホームステイ"は、もともと2016年12月に公開される予定だったのが延期された作品で、K1189B54Nという仮題で謎めいたバイラルクリップが様々なメディアに展開された。この作品には"ティーラドン・スパパンピンヨー"と"チャープラン・アーリークン"を起用し、10月25日に公開された。
残りの2本であるが、1つは初のドキュメンタリー作品 BNK48: GIRLS DON'T CRY（ ナワポン・タムロンラタナリット監督)で、 BNK Fourtimes OfficeとSalmon HouseのプロデュースでBNK48の1周年を記念して制作され、8月16日に公開された。もう1つは "2,215キロの勇気"で、Nottapon Boonprakob監督。バンド"BODYSLAM"のTOONの走る姿を、本人のナレーションでスタート前から誰もいないところでのゴールまで収録した作品である。本作品は9月6日に無償公開され、720,000人が鑑賞した。

### 2019年: FRIEND ZONEら新しい映画と バラエティ番組　ドラマシリーズ
2018年10月12日、GDHと子会社ナダオ・バンコクはサイアムパラゴンにあるパラゴンシネプレックスで、GDH　X NADAO Partyを開催した。目的はGDHとナダオ・バンコクの作品、とりわけTVオンエア中の"Blood thickens"のファンへの感謝であり、さらに8つの新プロジェクト、3本の映画、4つのTVドラマシリーズ、2つのリアリティショーについての発表もあった。
映画の1本目は 恋愛コメディ映画である "フレンドゾーン"(Chayanop Boonprakob監督）であり、主な出演者をNaphat Siangsomboon,Pimchanok Luevisadpaibul および ジェイソン・ヤング として2月14日に公開されることが1月15日に発表された。2本目はTVドラマを映画化した"トッツィーズ & フェイクスター"(Piyachat Thong-am監督）であり、TVシリーズと同様のキャストである Paopetch Jarernsuk, Chanyachirawong Rathanand, ธงชัย ทองกันทม , Pattarasaya Kreuasuwansiriらを配役して制作されるとされた。3本目は ナワポン・タムロンラタナリットが脚本および監督する作品で、現在は作業に取り掛かったばかりであるとされたが、マンガ"ドラえもん"に登場するタイムマシンだけがヒントとして提示された。最終的にこの映画は"ハッピー・オールド・イヤー"として、12月26日に公開された。
TVシリーズの1本目は One Year 365であり、 ジラーユ・ラオンマニー, ナタラット・ノポラタヤポーン, チャープラン・アーリークンらに加え、BNK48から数名が出演し、 Jirassaya Wongsutinが監督する。2本目は映画"バッドジーニアス"のリメイクで、 監督はพัฒน์ บุญนิธิพัฒน์である。全く新しい役を演ずる俳優を探しており、ナダオバンコクとチャンネル31が"Hormones the Next Gen"で行った公開オーディション番組の形式でオーディションを行うとのことである。3本目はファンタジーロマンスドラマ "My Ambulance"。"The ONE Enterprise"との共同制作で、Naruebet Kuno監督、サニー・スワンメーターノンとタビカ・ホーンの主演作となる。4本目は俳優グループ9 by 9からの特別プロジェクトである "Great Men Academy สุภาพบุรุษสุดที่เลิฟ"という作品である。監督は"Hormones The series"で脚本を担当した Wanweaw Hongvivatanaで、LINE TVでのみ公開される。
リアリティショーの1つは前述した公開オーディション番組で、ナダオ・バンコクが製作して2019年に放送される。もう1つは"ซุป'ตาร์ คาบาเรต์"と名付けられたリアリティキャバレーショーで、GDHがGood things happen、memiti、および"Top Chef Thailand season2"を制作した"EMBRACE TEAM"と共に、Pisanu Nimsakul 司会で2019年1月から放送する。

### 2020年 - 2021年: TV版Bad Genius および 5つの新しい映画
2020年、GDHは一時的に、1本の映画プロモーションを含む事業を休止した。これは新型コロナウィルスのタイでの流行が原因である。8月のうちに事業は再開され、テレビドラマ Bad Genius The Series がChannel one31の「ช่องวัน สิงหา มาเต็ม」という、GDH初の"ニュース後ドラマ"枠でのプロジェクトの一環として放送開始した。このドラマはヴェトナムVTVでも放送され、Tencentでも放送終了直後から独占配信された。この後のドラマについてGDHからのアナウンスはまだない。
2020年9月23日に、GDHは特別記者会見である GDH Xtraordinary 2021 Line-upを、サイアム・パラゴン・ショッピングセンターにあるパラゴンシネプレックスで、創業以来5年間支えてくれたファンへの感謝と6年目も変わらぬ支援のお願いとして開催した。会見では5つの新しいプロジェクトが発表された。それらはどれも新作の映画であり、2020年から2021年にかけて公開される予定である。
1本目はMez Tharatorn監督のロマンティック・コメディ映画で、愛しい詐欺師。主な出演者はNadech Kugimiya, Pimchanok Luevisadpaibul, Thiti Mahayotaruk, Kathaleeya McIntosh, およびPongsatorn Jongwilasである。この映画は、2020年12月3日公開予定となった。他の4本はいずれも2021年公開予定である。1本はホラー映画であるゴースト・ラボ:禁断の実験で、主な出演者はThanapob Leeratanakachorn, Paris Intarakomalyasut, およびNuttanicha Dungwattanawanich。Paween Purijitpanya監督。同じくホラー映画である女神の継承は、GDHと、韓国の映画会社であるShowboxの共同制作である。プロデューサーはナ・ホンジンが務め、Banjong Pisanthanakunが監督し、Chantavit Dhanaseviが主演する。W(仮題)は、Nadao Bangkokとの共同制作であり、Nadao Bangkok所属の9名の女優、Sananthachat Thanapatpisal, Kemisara Paladesh, Kanyawee Songmuang, Nichaphat Chatchaipholrat, Narikun Ketprapakorn, Chayanit Chansangavej, Narupornkamol Chaisang, Pavadee Komchokpaisan,およびSawanya Paisarnpayakが出演する。監督はKriangkrai Vachiratampornが務める。最後の1本はLove Destiny The Movieという時代劇ロマンティック・コメディ映画で、Broadcast Thai Televisionとの共同制作の、テレビドラマ"運命のふたり"の続編となる映画である。出演はドラマに引き続きRanee CampenとTanawat Wattanaputiが務め、Adisorn Tresirikasemが監督となる。ただし、これらは発表時点で検討中のものであった。
結局、2021年3月から9月に再び発生した新型コロナウィルスの蔓延により、Wと、Love Destiny The Movieは、2022年に延期となった。

### 2022年: 7つの新しいコンテンツ
2021年12月27日、GDHは2022年中にリリースされる7つの新しいコンテンツのリリースを発表した。内訳は、自主制作映画が5本、配給映画が1本、長期テレビシリーズが1本である。
そのうち、上半期に公開される映画は3本で、1本目はロマンティック恋愛映画であるプアン/友だちと呼ばせて。JET TONE FILM、BLOCK 2 Distribution および Houseton が制作する映画で、ウォン・カーウァイ製作、ナタウット・プーンピリヤ監督、主な俳優はトー・タナポップ、アイス・ナッタラット、ヴァイオーレット・ウォーティエ、ヌン・シラパン、プーロイ・ホーワン、オークベープ・チュティモン。2022年2月10日に公開される予定である。2本目は、ロマンティックアクション映画であるスピード&ラブで、ナワポン・タムロンラタナリット監督、主な俳優はウッラサヤー・セパーバン 、ナット・キッチャリット、Anusara Korsamphan、Wipawee Patnasiri。2022年4月6日に公開される予定である。3本目は、歴史恋愛映画であるLove Destiny: The Movieで、Broadcast Thai Televisionとの共同製作であり、TVドラマとして大成功した「運命のふたり」の映画での続編となる。主演はドラマ同様ラニー・キャンペーンと、Thanavat Vatthanaputi。さらにParis Intarakomalyasut、Suwatjanee Chaimusik、Pawenuch Paengnakhon、Nimit Luksameepong、Chanon Santinatornkulが出演する。監督はAdisorn Tresirikasemで、2022年7月28日に公開される予定である。
2022年5月18日、GDHは下半期に公開する3つの映画についての記者会見を行った。1本目はロマンティック・コメディであるOMG!で、Hello FilmmakerとiSMによって製作される。監督は、Hello Filmmakerに所属するThitipong Kerdtongtaweeで、彼にとってこれが最初の長編作品となる。主な出演はPlearnpichaya Komalarajun、Wongravee Nateetorn、パチャラ・ジラーティワット、およびプロイ・ホーワンである。2022年10月27日公開予定。2本目はホラー映画であるHome For Rentで、ジョークワン・フィルムの製作。Sopon Sukdapisit監督で、主な出演はスコラワット・カナロスとNittha Jirayungyurn。10月に公開予定である。3本目はロマンティック・コメディであるYou & Me & Meで、Wanweaw HongvivatanaとWaewwan Hongvivatana、およびバンジョン・ピサヤタナクーンの共同監督で、2023年2月に公開予定である。
いっぽう、W(仮題)については、ナダオ・バンコクとの共同制作であったが、ナダオ・バンコクの業務終了に伴い、無期限延期となった。2021年公開の「女神の継承」の続編Mingは韓国の映画会社との合弁プロジェクトとして存在している。また、チャンネルone31向けのドラマが1本、2022年中に撮影開始であるとした。

### 2023年: You & Me & Me, Home for Rent そしてその後の取り組み
2月には Wanwaew-Waewwan Hongwiwat と Banjong Pisanthanakulによる映画 You & Me & Me が公開された。加えて映画Home For RentがJor Kwang Films
, N8 Studios製作、Sukollawat Kanarot, Nittha Jirayungyuen 及び Penpak Sirikulの出演で作られ、4月6日に公開された。この映画は前年10月に公開予定だったものが延期されてこの時期公開になった。
2023年3月23日、GDHは特別記者カンファレンス、GDH Line-up 2023をHub Ho Hinハウスで開催し、2023年に開始するプロジェクトを発表した。まず紹介されたのは映画 Chinese Familyが含まれていた。これは、中国系家族を描いた物語で、新世代と旧世代のジェネレーションギャップを描いたもので、出演はPutthipong Assaratanakul及びTontawan Tantivejkul、監督はPat Boonnithipatである。 次に紹介されたのはフェーンチャン ぼくの恋人で、これは同名映画の公開20周年を記念してデジタル・リマスターしたものを10月に公開するとした。3つ目の映画は親友かよで、Houseton製作、ナタウット・プーンピリヤによるプロデュースで、Atta Kaowee監督、主な出演者はAnthony Buisseret、Thitiya Jirapornsilp、Natticha Chantaravareelekha、Pisitpol Ekaphongpisit、およびIngkarat Damrongsakkulで、2023年11月公開とされた。そして4つ目の映画はPROJECT Dで、Narubet Guno監督、主な出演者はKrit Amnuaydechkorn及びIngfah Waraha、当初は3月から4月に撮影が開始する予定だった。しかし、Kritが映画撮影の準備が出来ていないということで、GDHはこの映画の撮影を一時的に無期限停止とした。
この4つの映画に加え、GDHはNETFLIXオリジナルシリーズとしてDELETEの製作を発表した。この作品はPakpoom Wongpoom監督で、主な出演者はNattharat Nopparatayaporn、Nat Kitcharit、及びSarika Sartasinsupaである。さらに演劇作品として、映画"フェーン・チャン"の続編であるFan Chan 1.5 The MusicalをChannel One 31とScenarioの協力のもと、Takonkiat Wirawan監督で2023年11月、Central The Esplanade Shopping CenterにあるMuang Thai Rachadalaiシアターで開催するとした。さらに、スペシャルイベントとして、GDH
所属の俳優や監督が出演するGDH FAN FESTを開催するが、これは観客へ向けての感謝の気持ちを表すイベントであるとした。
その後の5月30日、GDHは記者カンファレンスを開いた。これはOut of Box by GDHという名称で行う外国産映画の輸入・配給を行うビジネスプランについてである。この名称はJiraが考案し、会議でプレゼンを行った。Out of Boxの役割は、GDHが得意とする、感触のいい映画を選ぶことに焦点を当て、面白い海外の映画をタイに輸入して公開することであり、このきっかけはGDHが以前公開したプアン/友達と呼ばせてを実験的に経験した結果、タイのみで大成功したことであるとも語った。Out of Boxの関わる最初の映画はPast Lives ครั้งหนึ่งซึ่งคิดถึงตลอดไปである。また7月27日、GDHはファイブスターフィルムと共同で、Japan Anime Movie ThailandとRif Studioの代行としてアニメ映画The Magical Warrior: Legend of the Eight Moons上映に関する記者カンファレンスを開催した。このような協力で、Jamがこの映画のマーケティングを行い、GDHとThe One Enterprise Group of CompaniesはVara by GDHという名称で映画配給を行うことになった。

## 作品

### 映画作品
- 一日だけの恋人 (One Day) (2016年09月1日公開)
- ギフト (2016年12月1日公開)
- バッド・ジーニアス 危険な天才たち (2017年05月3日公開)
- プロミス/戦慄の約束（英語版） (2017年09月7日公開[16])
- ブラザー・オブ・ザ・イヤー (2018年5月10日公開)[17]
- BNK48: Girls Don't Cry (2018年8月16日公開)
- 2,215 (2018年9月6日公開)
- ホームステイ ボクと僕の100日間 (2018年10月25日公開)
- FRIEND ZONE／フレンドゾーン (2019年2月14日公開)
- トッツィーズ＆フェイクスター (2019年12月5日公開)
- ハッピー・オールド・イヤー (2019年12月26日公開)
- 愛しい詐欺師 (2020年12月3日公開)
- ゴースト・ラボ:禁断の実験 (2021年5月26日公開)[18]
- 女神の継承 (2021年7月14日(韓国), 2021年10月28日(タイ)公開)
- プアン/友だちと呼ばせて (2022年2月10日公開)
- スピード&ラブ (2022年4月6日公開)
- 運命のふたり ー劇場版ー (2022年7月28日公開)
- OMG! オー・マイ・ガール (2022年10月27日公開)
- ふたごのユーとミー 忘れられない夏 (2023年2月9日公開)[19]
- Home For Rent (2023年4月6日公開)
- 親友かよ (2023年10月26日公開)
- おばあちゃんと僕の約束[20](タイ語版) (2024年4月4日公開[21])
- The Paradise of Thorn (2024年8月22日公開)
- 404 สุขีนิรันดร์..Run Run (2024年11月28日公開)
- FLAT girls (2025年2月6日公開[22])

### テレビドラマ
- Diary Tootsies 1 (2016年)
- Gasohug (2016年)
- ユー・チー・ラオ (2016年 ナダオ・バンコク製作)
- I See You (2016)
- I Hate You, I Love You (2016-2017年 LINE TV (タイ)、ナダオ・バンコク製作)
- Diary Tootsies 2 (2017年)
- Project S (2017-2018年 ナダオ・バンコク共同製作)
- In Family We Trust (2018年)
- Great Men Academy (2019年)
- My Ambulance (2019年)
- One Year (2019年)
- Bad Genius (2020年)
- I told sunset about you (2020年)
- Blackout (2021年)

### テレビ番組
- S.U.N Reports (2016年 パーブヂー・タヱースック製作)
- Diary Toozing (2016-2017年)
- Hang Over Thailand 2016 (ナダオ・バンコク製作)
- Game of Teens (2017年 ナダオ・バンコク製作)

## グループ会社
- Jor Kwang Films Co., Ltd.: GDH's の製作会社であるが、直接の子会社ではなく、GDHのディレクターとプロデューサーによる所有である。[23]

子会社には以下のような会社がある。
株式会社 サワディー・タウィースック (Sawasdee Thaweesuk Co.,Ltd. , タイ語: สวัสดีทวีสุข)
プロモーションを担当する。
株式会社 ナダオ・バンコク (Nadao Bangkok Co.,Ltd., タイ語: นาดาว บางกอก)
俳優マネジメント,製作,TVシリーズ開発を行っていた。2022年5月31日で業務終了
株式会社 グッド・シングズ・ハプン (Good Things Happen Co.,Ltd.)
セールスを担当する。
株式会社 パーブディー・タウィースック (Parbdee Taweesuk Co.,Ltd., タイ語: ภาพดีทวีสุข)
など